# 肥後大津站
肥後大津站（日语：／ Higo-Ōzu eki */?）是位於熊本縣菊池郡大津町大字室，屬於九州旅客鐵道（JR九州）的豐肥本線車站。此站設有暱稱阿蘇熊本機場站，地方政府亦提供免費接駁車往來熊本機場。
此站至熊本站之間為電氣化鐵路，多數普通列車於此站折返。在日間，熊本方向與阿蘇方向的普通列車需要在此站轉乘。曾經，有1日1往返班次的特急「有明」駛入此站。

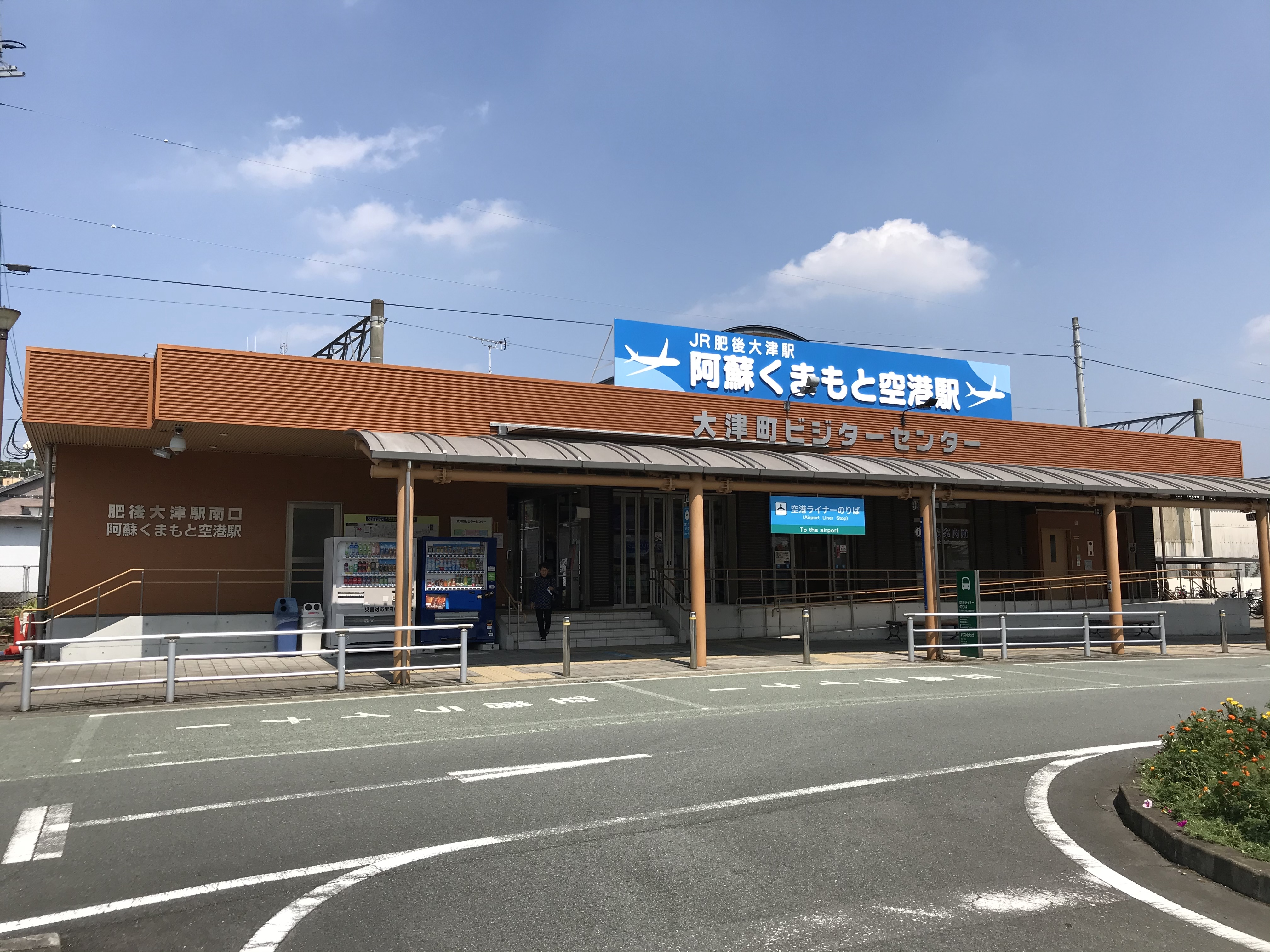
南口(2020年9月)

## 歷史
- 1914年（大正3年）6月21日：宮地輕便線熊本至此站之間開通，此終點站啟用[2]。
- 1916年（大正年）11月11日：此站至立野之間開通[2]，成為中途站。
- 1922年（大正11年）9月2日：宮地輕便線改名為宮地線[2]。
- 1928年（昭和3年）12月2日：宮地線改名為豐肥本線[2]。
- 1987年（昭和62年）4月1日：伴隨國鐵分割民營化，車站由九州旅客鐵道（JR九州）營運[4][5][6][2]。
- 1997年（平成9年）3月14日：月台提升了高度[7]。
- 1999年（平成11年）10月1日：熊本至此站之間電氣化[2]。
- 2011年（平成23年）3月12日：特急「有明」不再駛入豐肥本線，沒有特急於此站到發。同日新設快速列車從此站出發。
- 2011年（平成23年）10月1日：開設車站南出口。
- 2012年（平成24年）12月1日 - 此站開始可以使用IC卡SUGOCA[8]。但是，此站以東（阿蘇方向）至竹中站前不能使用IC卡。
- 2016年（平成28年）
  - 4月14日：受到熊本地震的前震影響。宮地至熊本之間暫停服務。在鐵路線重開前，平日和星期六於同一區間開設代行巴士服務（但是瀨田站和立野站通過）。
  - 4月19日：此站至熊本之間重開。
- 2017年（平成29年）3月4日：車站加設愛稱「阿蘇熊本機場站」[9]。
- 2020年（令和2年）8月8日：此站至阿蘇站之間重開[10][11]。

## 車站構造
車站是一座地面車站，設有1面1線的單式月台和1面2線的島式月台，共有2面3線的月台。共有2班列車夜間停泊。各月台之間設有站內平交道。
此站設有北出口和南出口。此站是由熊本站管理的業務委託車站，北出口車站大樓委托了JR九州服務支援負責車站業務，南出口車站大樓委托了大津町銀齡人材中心負責車站業務。在2012年12月1日起，此站可使用SUGOCA。此站沒有安裝自動閘機，只有IC卡讀卡機。此站往大分方向至中判田站前不可使用IC卡。北出口設有綠色窗口。在車站南邊的訪客中心開放時間內（6:00 - 22:00），可向車站職員領取通行票，來往北出口和南出口。

### 月台
| 月台    | 路線      | 上下行 | 方向             | 備註 |
| ------- | --------- | ------ | ---------------- | ---- |
| 1、2、3 | ■豐肥本線 | 上行   | 水前寺、熊本方向 |      |
| 1、2、3 | ■豐肥本線 | 下行   | 阿蘇、大分方向   |      |

## 使用狀況
根據「大津町統計情報」，以下為車站上下車人次變化。
| 年度 | 1日平均 上下車人次 |
| ---- | ------------------ |
| 2000 | 3,760              |
| 2001 | 3,844              |
| 2002 | 3,884              |
| 2003 | 3,746              |
| 2004 | 3,701              |
| 2005 | 3,730              |
| 2006 | 3,812              |
| 2007 | 3,800              |
| 2008 | 3,847              |
| 2009 | 3,860              |
| 2010 | 3,862              |

在2019年度，1日平均乘車人次為2,663人。
| 年度 | 1日平均 乘車人次 | 變化率 |
| ---- | ---------------- | ------ |
| 2016 | 2,548            |        |
| 2017 | 2,555            | 0.3%   |
| 2018 | 2,603            | 1.9%   |
| 2019 | 2,663            | 2.3%   |

## 車站周邊
車站北邊設有政府機構等設施，該處為大津町的町中心。南邊設有農田和住宅。沿國道57號大津繞道上陸續發展新的商業設施。
車站北邊
- 熊本縣道172號大津停車場線（日语：熊本県道172号大津停車場線）（站前道路）
- 熊本縣道30號大津植木線（日语：熊本県道30号大津植木線）
- 大津町公所
- 大津郵局（日语：大津郵便局）
- 室郵局
- 肥後銀行大津分店
- 九州電力大津營業所
- 熊本縣立大津養護學校（日语：熊本県立大津養護学校）
- 熊本縣立翔陽高等學校（日语：熊本県立翔陽高等学校）
- 本田技研工業熊本製作所

車站南邊
- 國道57號（日语：国道57号）大津繞道
- 大津町訪客中心（車站大樓內）
- 熊本機場 - 轉乘巴士向南乘坐15分鐘
- AEON（日语：イオン九州）大津購物廣場（日语：大津ショッピングプラザ）
- 大津町立大津中學（日语：大津町立大津中学校）
- 熊本縣立大津高等學校（日语：熊本県立大津高等学校）
- 熊本縣警（日语：熊本県警察）大津警署（日语：大津警察署 (熊本県)）

## 巴士路線
所有一般巴士路線於由產交巴士行走（省略部分巴士站的方向）
車站北邊
- 肥後大津站

經伊坂、菊池溫泉前往山鹿巴士中心方向（前JR巴士「山鹿線」）
大津高校前方向、經美咲野、矢護川前往菊池產交方向
- 大津站前（縣道30號線上）

經三里木前往櫻町BT方向
經大津警署前往大津站南出口方向
經引之水前往大津產交和吹田團地方向
車站南邊
- 大津站南出口

經大津警察署、大津站前前往吹田團地方向
「Yurutto巴士（白水路線）」 - 經立野、長陽站入口前往高森站方向
「特急巴士山彥號（產交、大分巴士聯營） - 經熊本縣廳前、櫻町BT前往熊本站前方向 / 經阿蘇站、竹田前往大分方向
「九州橫斷巴士」 - 經熊本縣廳前、櫻町BT前往熊本站前方向 / 經阿蘇站、由布院站前巴士中心前往別府北濱方向
- 大津町育兒/體檢中心前

經大津中央前往大津産交方向
內牧環狀線（先經內牧） -  陣內 → 森 → 大津溫泉岩戶之里 → 鳥子川 → 陣內方向
內牧環狀線（先經外牧） -  陣內 → 鳥子川 → 大津溫泉岩戶之里 → 森 → 陣內方向
經岩坂、山西前往木山產交方衛
經森、山西前往木山產交方向

## 其他
- 曾經計劃在此站開設分支鐵路線連接熊本機場，但是在2006年2月，熊本縣發表改在光之森站或三里木站分支。可是現時還未確認興建該鐵路線。
- 在2011年10月，「車站南出口和站前廣場」開始使用 （页面存档备份，存于）。而在南出口開始使用後，委托了熊本縣的3間的士公司，在2017年起開設連接此站至熊本機場之間的免費機場Liner（珍寶的士和小型的士） （页面存档备份，存于） （页面存档备份，存于）。但是，受到新冠病毒的影響，每車輛的乘車人次制限在5人。

## 相鄰車站
九州旅客鐵道（JR九州）
■豐肥本線
特急「九州橫斷特急」「阿蘇Boy!」停車站
原水－肥後大津－瀨田

## 注腳
1. 1 2 3 4 5 6 7 8  . 週刊朝日百科. 38号 大分駅・由布院駅・田主丸駅ほか. 朝日新聞出版. 2013-05-12: 23 （日语）.
2. 1 2 3 4 5 6 7  曾根悟（監修）. 朝日新聞出版分冊百科編集部（編集） , 编. . 週刊朝日百科. 27号・豊肥本線／久大本線. 朝日新聞出版. 2010-01-24: 14–15 （日语）.
3. ↑  . JR九州鐵道營業.   [2016-04-20]. （原始内容存档于2016-04-12） （日语）.
4. ↑  九州鉄道百年祭実行委員会・百年史編纂部会 (编).  初版. 九州旅客鉄道. 1988: 181 （日语）.
5. ↑  『交通年鑑 昭和63年版』 交通協力會，1988年3月。
6. ↑  今村都南雄 『民営化の效果と現実NTTとJR』 中央法規出版，1997年8月。ISBN 978-4805840863
7. ↑  . 交通新聞 (交通新聞社). 1997-03-26: 3 （日语）.
8. ↑  . 交通新聞 (交通新聞社). 2012-12-04: 1 （日语）.
9. ↑  . 熊本日日新聞. 2017-03-05  [2017-03-07]. （原始内容存档于2017-03-08） （日语）.
10. ↑   (PDF) (新闻稿). 九州旅客鉄道. 2020-05-27  [2020-05-27]. （原始内容 (PDF)存档于2020-05-27） （日语）.
11. ↑  . 熊本日日新聞. 2020-05-27  [2020-05-27]. （原始内容存档于2020-05-27） （日语）.
12. ↑  駅別乗車人員（2019年度） （页面存档备份，存于）（日語）

## 外部連結
- 肥後大津（車站資訊） - 九州旅客鐵道（日語）
- JR九州巴士
  - 山鹿線（日语：山鹿線）